# Ryomen Sukuna
Ryomen Sukuna (両面宿儺, Ryōmen Sukuna) é um personagem fictício e o principal vilão da série de anime e mangá Jujutsu Kaisen, criada por Gege Akutami. Feiticeiro da Era Heian, era conhecido como o "Rei das Maldições" e considerado o mais poderoso de todos os tempos. Apesar de ter sido humano em vida, Sukuna, ao falecer, selou sua essência em 20 dedos amaldiçoados. Num certo ponto da trama, Yuji Itadori ingere um dos dedos de Sukuna, transformando-se em seu hospedeiro e ressuscitando o feiticeiro.
Na animação adaptada pelo estúdio MAPPA, o personagem é dublado por Junichi Suwabe no Japão e Francisco Júnior no Brasil. Como vilão da série, foi elogiado por seu comportamento sádico e amedrontador, assim como por sua relação ambígua com Yuji.

## Criação e concepção
Akutami descreve Sukuna como mais um desastre natural do que somente um simples feiticeiro. Ele foi concebido na trama como uma figura cruel, narcisista, depravada e extremamente arrogante. A inspiração para o personagem veio do mito de "Ryōmen-sukuna [ja]", presente no clássico japonês Nihon Shoki, onde a figura fantasiada de Sukuna, com duas faces e quatro braços, e sua personalidade maliciosa são compartilhadas. Na antiga narrativa, Sukuna era um adversário da família Yamato, porém também era reverenciado por alguns como uma divindade. A associação de sua imagem com o sobrenatural surgiu depois que a Casa Imperial do Japão rotulou como uma força maligna da natureza. O nome de batismo, Ryomen, que significa "duas caras", aplica-se tanto no sentido literal como figurado ao personagem. Sukuna, enquanto humano, não tinha família ou esposa e era menos temido que Satoru Gojo devido à crueldade do mundo das maldições na época em que vivia. Gege também mencionou que Sukuna poderia "matar qualquer um instantaneamente" e não tem moral, encontrando prazer em atormentar Yuji.

## Aparições
Ryomen Sukuna aparece como um poderoso feiticeiro do era Heian, que foi selado em 20 dedos que foram espalhados pelo Japão após sua morte. Vários de seus feitos fez ele ser apelidado de "o feiticeiro mais forte de todos os tempos" e de "desonrado" por conta de sua ações malignas. Em outubro de 2018, o feiticeiro jujutsu Megumi Fushiguro investiga Escola Secundária de Sugisawa por conta de seu alto índice de maldições localizado, o que ocorreu por conta de um dedo lacrado de Sukuna localizado na escola, no qual acaba sendo pego pelos membros de pesquisa oculta da escola que combinam de deslacrar o dedo durante a noite na escola, mas Yuji Itadori (um membro do clube) não compareceu por conta de seu avô que estava encamado. Megumi vai em direção ao hospital que Itadori estava para avisar sobre o dedo, com o mesmo concordando em ir junto com Megumi. Entrando na escola, ambos são encurralados por uma maldição. Em uma forma de sobrevivência, Yuji Itadori ingere o dedo, transformando-se em um feiticeiro jujutsu e permitindo que Sukuna retome a consciência dentro dele. Sukuna exorciza a maldição e começa a lutar contra Megumi Fushiguro. Megumi então tenta invocar o último de seu shikigami, mas é impedido por Satoru Gojo, que domina Sukuna, enquanto testava o quanto que Itadori conseguia dominar seu corpo. Após ser contido, o alto escalão jujutsu decide para executá-lo por conta de ser o hospedeiro de Sukuna, mas Gojo impede isso, fazendo com que Itadori fosse executado apenas se ele comesse todos os 20 dedos.
Durante uma missão para conter um espírito amaldiçoado de Grau Especial, Yuji e os seus companheiros de equipe estão em grande perigo. Então, o jovem feiticeiro cede o controle de seu corpo a Sukuna para derrotar o seu adversário. Sukuna elimina o oponente e, num momento de liberdade, arranca o coração de Yuji, tentando assim assassinar Fushiguro, demonstrando um imenso interesse pelo último. Quando Yuji recupera o controle para salvar seu amigo, ele morre e encontra Sukuna dentro de sua alma. Sukuna se oferece para devolver Yuji à vida, mas o convence a aceitar uma condição que permite ao espírito amaldiçoado um breve controle em mais uma ocasião. Sukuna permanece em silêncio a partir de então, apenas despertado por um encontro com o espírito amaldiçoado Mahito, no qual ele zomba de Yuji por ter perdido um amigo.
Em Shibuya, Yuji sofre graves ferimentos, sendo forçado a se alimentar com vários dedos de Sukuna por Jogo, um espírito amaldiçoado. Sukuna, impassível com Jogo, o derrota após uma intensa batalha que destruiu boa parte da cidade. Após o confronto, ele se encontra com Uraume e revela um plano para recuperar sua liberdade. Yuji, traumatizado, recupera o controle após Sukuna salvar o Megumi de seu shikigami, Mahoraga, provocando uma destruição catastrófica no distrito de Shibuya durante o processo.
Durante o ápice do arco do Jogo da Abate, Sukuna toma à força o corpo de Megumi Fushiguro, alimentando-o com um dedo, e enfrentou Maki Zen'in e Yuji Itadori antes de escapar com Uraume. Para subjugar completamente a alma de Fushiguro, ele extermina sua irmã Tsumiki, que também foi possuída anteriormente por Yorozu. Após um tempo, Sukuna salva Kenjaku de um ataque de Satoru Gojo recém-libertado e eles então concordam em duelar no dia 24 de dezembro de 2018.
Em Shinjuku, Sukuna, já com todo seu poder e utilizando a técnica das Dez Sombras de Megumi Fushiguro, batalha intensamente contra Satoru Gojo, em um confronto acirrado de expansão de domínio, com Sukuna usando Mahoraga para combater os poderes de Gojo. Aparentemente derrotado, Sukuna se adapta à técnica amaldiçoada de Gojo e surpreende ao lançar o Golpe que Corta o Mundo (世界を断つ斬撃, Sekai o Tatsu Zangeki), técnica aprimorada do Desmantelar (解, Kai) ao usar a segunda adaptação de Mahoraga ao Ilimitado (無下限, Mukagen) de Gojo, matando o feiticeiro jujutsu. Sukuna é então desafiado por outro oponente do Jogo do Abate, Hajime Kashimo, que o força a retornar à sua verdadeira forma de quatro braços. Yuji Itadori desafia Sukuna novamente com Hiromi Higuruma, com este último usando seu domínio para tentar enfraquecer o poder de Sukuna, acusando-o de seus crimes em um processo judicial. Depois de ter sua ferramenta amaldiçoada confiscada no processo judicial, o Rei das Maldições enfrenta Higuruma, desmantelando e eliminando-o logo em seguida.
Sukuna teve pela frente Yuji Itadori e Yuta Okkotsu, e, após o último ativar o seu domínio, é atingido pelo soco de Itadori que atravessa a fronteira entre as almas de Sukuna e Megumi, a fim de libertar seu amigo. No entanto, a tentativa foi falhada e Sukuna fere Yuta, quebrando seu domínio. Maki Zen'in o esfaqueia por trás na região do tórax e declara um novo duelo com o Rei das Maldições, impressionando-o durante o combate. O feiticeiro jujutsu Atsuya Kusakabe também se junta à luta, contudo é dominado por Sukuna, sendo salvo depois por um par de feiticeiros anteriormente aliados de Suguru Geto. Esses dois feiticeiros causam danos significativos a Sukuna, mas decidem desistir da luta antes que eles próprios possam ser feridos. Yuji, Choso e Maki continuam a trocar golpes com Sukuna.
Foi revelado que, durante a era Heian, Sukuna havia devorado seu irmão gêmeo no útero de sua mãe, e sua alma posteriormente foi usada por Kenjaku para "fazer" Jin Itadori, tecnicamente deixando Yuji como sobrinho de Sukuna. Depois de atingir vários Lampejos Negros (黒閃, Kokusen) consecutivos, Sukuna é capaz de encadear votos vinculativos, mudando seu selo de mão e usar uma parte de seu cérebro não afetada pelo Vazio Infinito (無量空処, Muryōkūsho) de Gojo para lançar uma expansão de domínio idêntica ao Santuário Malevolente (伏魔御厨子, Fukuma Mizushi) dura 99 segundos. Após o término de sua expansão de domínio, ele usa as mesmas chamas que usou para incinerar Jogo e Mahoraga, que ele foi capaz de criar com mais votos vinculativos. Essas chamas matam Choso, que sacrificou sua vida por Yuji, deixando Itadori e Sukuna sozinhos no campo de batalha, antes de serem interrompidos por Aoi Todo, que teletransportou Maki e Ino com sua técnica amaldiçoada. Todo e Yuji juntos são capazes de causar muito dano a Sukuna. Pouco antes dele poder usar outra expansão de domínio, Sukuna é surpreendido por uma silhueta similar a de Satoru Gojo, que mais tarde é revelado como Yuta Okkotsu, que copiou e usou a técnica de troca de corpos de Kenjaku para manipular o corpo de Gojo. Sukuna pede perdão por subestimar Yuta enquanto eles começam uma batalha de domínios.
Enquanto Sukuna permanece em uma batalha de domínios com Yuta os dois começam uma batalha decisiva, até que em certo momento do combate, Yuta usa a Amplificação de Feitiço: Azul (術式順転「蒼」, Jutsushiki Junten・Ao) para puxar um gravador de voz que guardava a voz de Toge Inumaki que paralisaria Sukuna, dando uma brecha para Yuta usar a Técnica do Vazio: Vazio Roxo (虚式「茈」, Kyoshiki・Murasaki) em uma tentativa falha de finalizar Sukuna, visto que o ataque iria falhar mesmo com a recitação do encantamento. Após o confronto dentro da barreira do domínio, a mesma barreira se quebra, e Yuji e Aoi entram novamente no combate até que Todo troca um pedaço da barreira já destruída com Hana Kurusu que utilizaria a Escada de Jacó (邪去悔の梯子, Yakobu no Hashigo) ferindo gravemente Sukuna. Porém, o Rei das Maldições desfere um soco no solo fazendo vários detritos voarem e logo após esse ato, Sukuna salta sob cada detrito para alcançar Hana, mas Todo chega defendendo a mesma de Sukuna que acertaria um Lampejo Negro (黒閃, Kokusen) isolando os dois para um prédio próximo.

## Recepção
A presunção de Sukuna e a "forma quase despretensiosa de lidar com a imensa energia amaldiçoada" foram elogiadas pelo Sportskeeda, que também o descreveu como "inspirador e aterrorizante", além de afirmar que ele é "o vilão definitivo do anime", sendo considerado um dos vilões shōnen mais queridos. Chingy Nea, do Polygon, destacou o lado "sádico, cruel e impiedoso" de Sukuna, ressaltando como ele contribuiu para que o anime se tornasse imprevisível ao fazer com que ele matasse Yuji no início da trama. O despertar de Sukuna no corpo de Yuji foi descrito como algo "repugnante e incrível". Já David Eckstein-Schoemann, do UNF Spinnaker, elogiou a dualidade entre personagens principais e protagonistas, afirmando que  "você pensa em todas as possibilidades... e eles tiram vantagem disso. O conflito e as interações entre Yuji e Sukuna são criativos e brilhantes. Isso atende muito às suas expectativas." O personagem também foi comparado ao Ichigo Kurosaki, protagonista de Bleach, e sua personalidade Hollow devido aos seus paralelos, especialmente em suas primeiras aparições; sendo jovens lutadores que desenvolvem poderes sobrenaturais, bem como alter egos malignos, a fim de proteger as pessoas de monstros gigantes. A Comic Book Resources comparou a tentação de Itadori de usar Sukuna como uma tentação semelhante a outros heróis shōnen, como a personalidade Hollow de Ichigo, como uma análise de como todos têm conflitos internos.
Em uma pesquisa de popularidade da Viz Media realizada em março de 2021, Sukuna foi eleito o nono personagem mais popular da série. Em uma segunda enquete realizada em dezembro de 2021 pela Shonen Jump, ele foi eleito o 13º personagem mais popular.